# Victórico R. Grajales, Ixtapa
Victórico R. Grajales är en ort i Mexiko.   Den ligger i kommunen Ixtapa och delstaten Chiapas, i den sydöstra delen av landet, 700 km öster om huvudstaden Mexico City. Victórico R. Grajales ligger 1 566 meter över havet och antalet invånare är 773.
Terrängen runt Victórico R. Grajales är lite bergig. Runt Victórico R. Grajales är det ganska tätbefolkat, med 116 invånare per kvadratkilometer. Närmaste större samhälle är Bochil, 10,9 km norr om Victórico R. Grajales. I omgivningarna runt Victórico R. Grajales växer huvudsakligen savannskog.